# Вайль-дер-Штадт
Вайль-дер-Штадт (нем. Weil der Stadt [ˈvaɪ̯ldɛɐ̯ʃtat], алем. нем. Weil dr Stadt) — город в Германии, в земле Баден-Вюртемберг.
Подчинён административному округу Штутгарт. Входит в состав района Бёблинген. Население составляет 18 864 человека (на 31 декабря 2010 года). Занимает площадь 43,17 км². Официальный код — 08 1 15 050.
Город подразделяется на 5 городских районов.

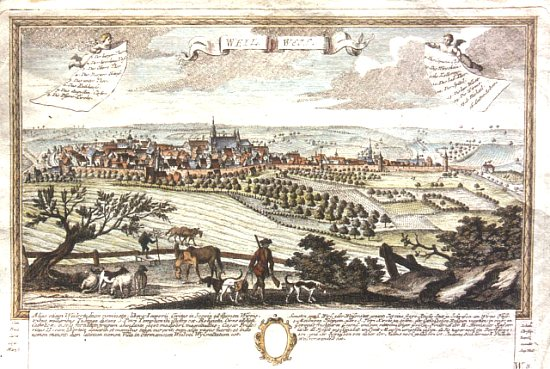
Вайль-дер-Штадт

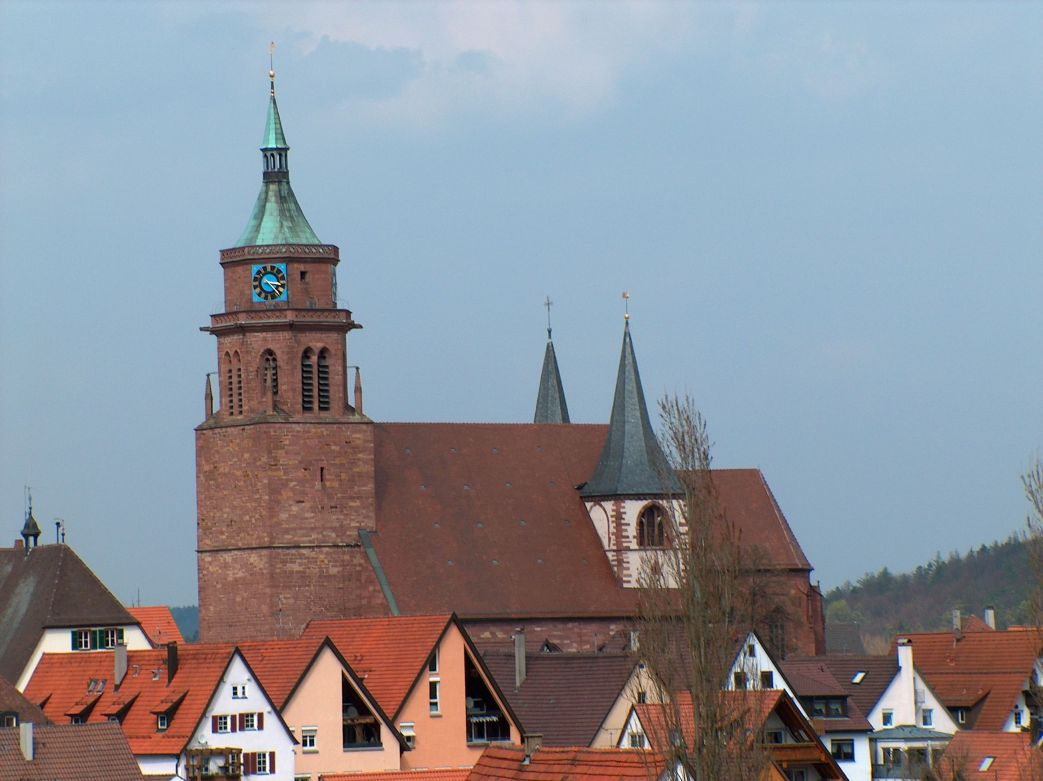
Церковь Петра и Павла в Вайль-дер-Штадт

## Известные уроженцы

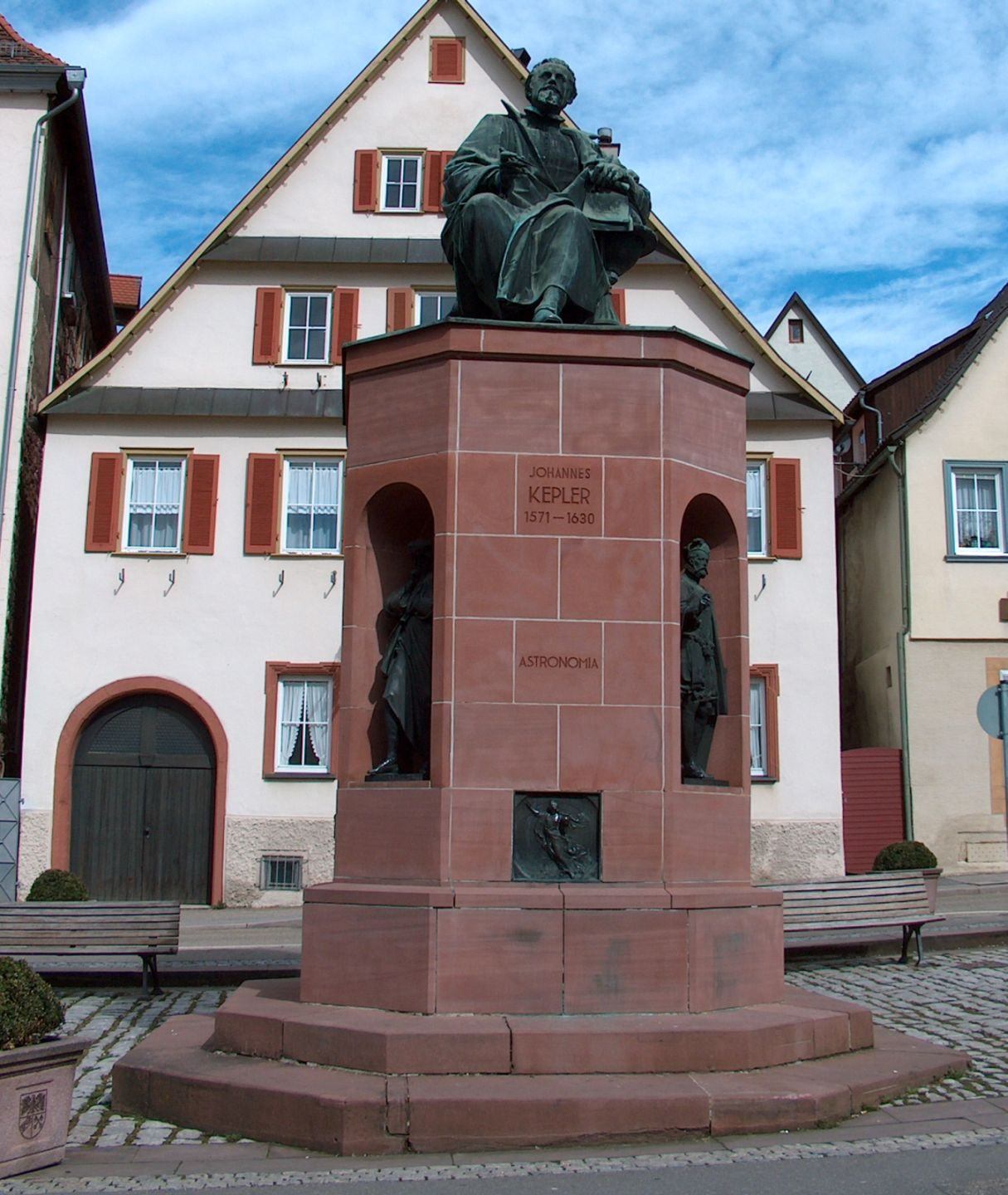
Памятник Иоганну Кеплеру (Marktplatz)

- Кеплер, Иоганн (1571—1630) — математик, астроном, механик, оптик, первооткрыватель законов движения планет Солнечной системы.
- Эбле, Буркхард (1799—1839) — немецкий медик.